# Svenska Socialisten
Svenska Socialisten, senare Facklan och Ny Tid, var det amerikanska Svenska Socialist Förbundets officiella organ. Den grundades i Rockford i Illinois och dess första nummer kom ut 1 november 1905 och innehöll nyheter om den socialistiska rörelsen och artiklar om socilaistisk teori på svenska.

## Tiden som Svenska Socialisten
Tidningen Svenska Socialisten utgavs för första gången den 1 november 1905 av en andra generationens svensk-amerikan vid namn A. A. Patterson. Tidningen fick snart ekonomiska problem och ett år senare sålde A. A. Patterson tidningen till två medlemmar från den svenska socialistklubben i Rockford. Ett antal Chicagoklubbar sände 1910 ut en inbjudan till andra skandinaviska socialistklubbar i USA för att bilda ett gemensamt förbund vid namn Svenska Socialist Förbundet, anslutet till Socialist Party. I detta förbund kom sedan den svenska socialistklubben i Rockford att tillhöra. Snart köptes tidningen upp av förbundet och flyttades sedermera till Chicago 1911 för att agera som officiellt förbundsorgan.

## Brytning med Socialist Party och namnbyte tillFacklan
År 1918 uteslöts Svenska Socialist Förbundet ur moderorganisationen Socialist Party för att de visade stöd för bolsjevikerna. De bildade därför en oberoende leninistisk och stalinistisk organisation, och tidningen bytte namn till Facklan, under tiden 22 juli 1921 till 3 mars 1922 i Chicago.

## Sammanslagning med Folket och namnbyte tillNy Tid
År 1922 slogs tidningen samman med tidningen Folket, efter att en vänsterfalang som gav ut den tidningen brutit sig ur Scandinavian Federation of the Socialist Labor Party, och gått ihop med Svenska Socialist Förbundet. Efter sammanslagningen tog tidningen namnet Ny Tid, som fortsatte med Facklans numrering. Tidningen Ny Tid flyttade verksamheten till New York under en tid och hade även avdelningar på norsk-danska. Den hade en upplaga som trycktes i Chicago från 1934, men 16 juli 1936 publicerade de båda upplagorna det sista numret.